# Arthur Morin
Arthur Jules Morin, francoski general in fizik, * 19. oktober 1795, Pariz, Francija, † 7. februar 1880, Pariz, Francija.
Leta 1843 je postal član Francoske akademije znanosti in leta 1850 je bil izvoljen za tujega člana Kraljeve švedske akademije znanosti.